# Noni Wharemate
Nonila Wharemate, coniugata Martin, detta Noni (Hamilton, 17 gennaio 1982), è un'ex cestista neozelandese.

## Carriera
Con la Nuova Zelanda ha disputato due edizioni dei Giochi olimpici (Atene 2004, Pechino 2008).